# 아이신기오로 지르갈랑
아이신 교로 지르갈랑(만주어: ᠠᡳᠰᡳᠨ
ᡤᡳᠣᡵᠣ
ᠵᡳᡵᡤᠠᠯᠠᠩ Aisin Gioro Jirgalang, 한국 한자: 愛新覺羅濟爾哈朗 애신각라 제이합랑, 1599년 11월 19일 ~ 1655년 6월 11일)은 청 제국의 황족이자 정치인으로 누르가치의 동생 슈르가치의 6남이며 태종 숭덕제의 사촌 동생이다.
어릴 때 아버지 슈르가치가 누르가치와의 알력으로 구금되다 옥사하자 딱하게 여긴 백부 누르가치가 자신의 집에서 길렀고 정묘호란에선 자신의 둘째 형 아민의 예하에서 공을 세웠다. 1630년(천총 4년) 아민이 명나라와의 일전에서 패한 후 작위를 박탈당하자 대신 버이러에 올라 양람기를 관장하였다. 1636년(천총 10년)에 숭덕제가 청 제국을 건국하자 화석정친왕(和碩鄭親王, 만주어: ᡥᠣᡧᠣᡳ
ᡠᠵᡝᠨ 

ᠴᡳᠨ
ᠸᠠᠩ Hošoi Ujen Cin Wang)에 봉해졌으며 명나라와의 여러 전투를 지휘하였다.
1643년(숭덕 8년) 숭덕제가 급사한 후 의정왕대신회의에서 누르가치의 14남 도르곤과 함께 섭정왕으로 추대되어 순치제를 보필하게 되었으나 얼마 안가 사실상 국사를 도르곤에게 모두 전담케 하였다. 청군이 중원을 차지한 이후 도르곤이 점점 권한을 강화하자 지르갈랑은 점점 정치적 입지를 잃어갔으며 1647년(순치 4년) 도르곤은 급기야 지르갈랑을 체포, 그의 작위를 친왕에서 군왕으로 떨어뜨렸으며 남쪽으로 보내 남명의 잔당들을 토벌케 하였다. 지르갈앙은 도르곤이 죽은 1650년(순치 7년)에야 중앙으로 복귀하였고 다시 친왕의 작위를 회복하였다. 이후 도르곤의 친형 아지거가 스스로 섭정왕이 되려 하자 지르할앙은 대신들과 함께 아지거에게 죄주기를 청하였고 순치제는 그 말을 받아들여 아지거에게 자결을 명하였다. 지르갈앙은 도르곤 사후 막강한 영향력을 행사하였으나 1655년(순치 12년) 57세를 일기로 병사하였다.
시호는 정헌친왕(鄭獻親王)이며 1778년(건륭 43년) 건륭제는 그의 개국 당시의 공을 인정하여 그의 왕가를 철모자왕으로 봉하여 그 작위를 대대로 전하게 하였다. 이후 태묘에 배향되었다.

## 대중 문화
영상 매체에서 지르갈랑을 연기한 배우는 다음과 같다.
- 임병기: 드라마 《대명》(1981)
- 링페이리: 드라마 《만청13황조》(1987)
- 후샹핑: 드라마 《일대황후 대옥아》(1992)
- 마쯔쥔: 드라마 《격격요출가》(2002)
- 궈원쉐: 드라마 《효장비사》(2002)
- 리파청: 드라마 《소년천자》(2003)
- 쉬정윈: 드라마 《청궁풍운》(2005)
- 서쥔: 드라마 《태조비사》(2006)
- 궈웨이: 드라마 《산하련》(2012)
- 류융: 드라마 《다정강산》(2015)
- 톈펑: 드라마 《대옥아전기》(2015)
- 류하이콴: 드라마 《독보천하 : 황태극의 여인》(2017)

## 같이 보기
- 누르하치
- 홍타이지
- 도르곤
- 아이신기오로 다이샨
- 순치제

틀:청 태종 숭덕제의 대리청정
틀:순치제의 섭정